# Verba, Dubno
Verba (în ucraineană Верба) este localitatea de reședință a comunei Verba din raionul Dubno, regiunea Rivne, Ucraina.

## Demografie
Componența lingvistică a localității Verba
     Ucraineană (98,81%)
     Rusă (1,12%)
     Alte limbi (0,06%)
Conform recensământului din 2001, majoritatea populației localității Verba era vorbitoare de ucraineană (98,81%), existând în minoritate și vorbitori de rusă (1,12%).